# Brunschwig Holding
Die Brunschwig Holding SA mit Sitz in Genf ist eine Schweizer Luxus-Modehausgruppe. Sie betreibt in verschiedenen Städten insgesamt 25 Geschäfte, darunter die Modehäuser Bongénie und Grieder sowie Boutiquen von Max Mara und Salvatore Ferragamo. In den Modehäusern Bongénie und Grieder verkauft die Brunschwig Gruppe unter einem Dach Weltmarken auf eigene Rechnung. Einzig an der Zürcher Bahnhofstrasse ist Louis Vuitton innerhalb des Griederhauses mit einem eigenen Abteil eingemietet. Das in vierter Generation geführte Familienunternehmen beschäftigt rund 800 Mitarbeiter und erwirtschaftete 2007 einen Umsatz von 245 Millionen Schweizer Franken. 

## Geschichte
Das Stammhaus wurde 1891 von Adolph Brunschwig gegründet und war unter der Bezeichnung Bongénie anfänglich nur in der Westschweiz tätig. Mit der 1972 getätigten Übernahme des Zürcher Traditionshauses Grieder expandierte die Familie Brunschwig auch in der Deutschschweiz. Das Modehaus Grieder wurde 1889 durch Adolf Grieder gegründet und über vier Generationen als Familienunternehmen geführt und ausgedehnt, bis es 1972 verkauft wurde. Heute gehört die Brunschwig Gruppe neun Aktionären aus drei Familienstämmen, den Nachkommen des Firmengründers.